# Kanton Songeons
Der Kanton Songeons war bis 2015 ein französischer Kanton im Arrondissement Beauvais, im Département Oise und in der Region Picardie; sein Hauptort war Songeons. Vertreterin im Generalrat des Départements war zuletzt von 2011 bis 2015 Rosaline Pinel (PRG).
Der Kanton Songeons war 197,50 km² groß und hatte (1999) 6590 Einwohner, was einer Bevölkerungsdichte von 33 Einwohnern pro km² entsprach. Er lag im Mittel 161 Meter über Normalnull, zwischen 87 Meter in Haucourt und 218 Meter in Glatigny.

## Gemeinden
Der Kanton bestand aus 28 Gemeinden:
| Gemeinde                 | Einwohner Jahr | Fläche km² | Bevölkerungsdichte | Code INSEE | Postleitzahl |
| ------------------------ | -------------- | ---------- | ------------------ | ---------- | ------------ |
| Bazancourt               | 127 (2013)     | –          | – Einw./km²        | 60049      | 60380        |
| Buicourt                 | 139 (2013)     | –          | – Einw./km²        | 60114      | 60380        |
| Crillon                  | 453 (2013)     | 8,66       | 52 Einw./km²       | 60180      | 60112        |
| Ernemont-Boutavent       | 194 (2013)     | –          | – Einw./km²        | 60214      | 60380        |
| Escames                  | 215 (2013)     | –          | – Einw./km²        | 60217      | 60380        |
| Fontenay-Torcy           | 132 (2013)     | –          | – Einw./km²        | 60244      | 60380        |
| Gerberoy                 | 90 (2013)      | –          | – Einw./km²        | 60271      | 60380        |
| Glatigny                 | 220 (2013)     | –          | – Einw./km²        | 60275      | 60650        |
| Grémévillers             | 443 (2013)     | –          | – Einw./km²        | 60288      | 60380        |
| Hannaches                | 159 (2013)     | –          | – Einw./km²        | 60296      | 60650        |
| Hanvoile                 | 611 (2013)     | –          | – Einw./km²        | 60298      | 60650        |
| Haucourt                 | 141 (2013)     | –          | – Einw./km²        | 60301      | 60112        |
| Hécourt                  | 153 (2013)     | –          | – Einw./km²        | 60306      | 60380        |
| Lachapelle-sous-Gerberoy | 150 (2013)     | –          | – Einw./km²        | 60335      | 60380        |
| Lhéraule                 | 195 (2013)     | –          | – Einw./km²        | 60359      | 60650        |
| Loueuse                  | 145 (2013)     | –          | – Einw./km²        | 60371      | 60380        |
| Martincourt              | 142 (2013)     | –          | – Einw./km²        | 60388      | 60112        |
| Morvillers               | 447 (2013)     | –          | – Einw./km²        | 60435      | 60380        |
| Saint-Deniscourt         | 94 (2013)      | –          | – Einw./km²        | 60571      | 60380        |
| Saint-Quentin-des-Prés   | 299 (2013)     | –          | – Einw./km²        | 60594      | 60380        |
| Senantes                 | 678 (2013)     | –          | – Einw./km²        | 60611      | 60650        |
| Songeons                 | 1.086 (2013)   | –          | – Einw./km²        | 60623      | 60380        |
| Sully                    | 162 (2013)     | –          | – Einw./km²        | 60624      | 60380        |
| Thérines                 | 202 (2013)     | –          | – Einw./km²        | 60629      | 60380        |
| Villembray               | 248 (2013)     | –          | – Einw./km²        | 60677      | 60650        |
| Villers-sur-Auchy        | 391 (2013)     | –          | – Einw./km²        | 60687      | 60650        |
| Vrocourt                 | 37 (2013)      | –          | – Einw./km²        | 60697      | 60112        |
| Wambez                   | 156 (2013)     | –          | – Einw./km²        | 60699      | 60380        |